# 白居易墓
34°33′26″N 112°28′54″E / 34.55722°N 112.48167°E
白居易墓位于中国河南省洛阳市洛龙区龙门香山琵琶峰，是唐代诗人白居易的墓葬，1961年被列为第一批全国重点文物保护单位。占地40亩。

## 历史
白居易（772年——846年），唐代诗人，晚年定居洛阳履道里，死后葬于龙门香山琵琶峰。琵琶峰高30余米，山顶平面为琵琶形台地。白墓建在台地上，西濒伊水与龙门石窟隔水相望，南依香山，隔青谷与香山寺相邻。1982年至1985年重修其墓，扩建为墓园十四亩。